# Allaktivitetshus
Allaktivitetshus är i Sverige en byggnad där olika verksamheter och grupper av människor kan blandas och det skall finnas tillgång till en offentlig lokal, över vilken alla berörda ska ha inflytande. Det innebär även att det ska finnas en demokratiskt styrd process över vad som ska finnas i huset, och att det ska vara frikopplat från myndigheter och organisationer.[källa behövs]

## Bakgrund
Dåvarande chefen för Stockholms Stadsmuseum Bo Lagercrantz skrev en artikel om "allhus" i Dagens Nyheter 1967 som inspirerade författaren Pär Stolpe att tänka vidare runt konceptet ett hus, lokaler eller rum för alla möjliga aktiviteter. Idén om ett allaktivitetshus konkretiserades när Stolpe bildade ett konstnärskollektiv med bland andra Sören Brunes, Thomas Tidholm och Margareta Åsberg med anledningen av rivningen av en gasklocka i Sabbatsbergsområdet i centrala Stockholm.
Målet med allaktivitetshus var att samla personer från alla åldrar. Detta var dock inte något som myndigheterna ansåg, utan de talade främst om samlingslokaler för ungdomar, vilket är något Bertil Nelhans kritiserar (1971) då kategorin ungdom är väldigt flytande i ålder.
Nelhans menar i sin genomgång av allaktivitetshus att det finns ett antal saker som är viktiga att belysa. Dessa är bland annat var huset ska ligga och vad man räknar med för besökare, vad det ska vara för aktiviteter i huset, vem som ska ha ansvaret i huset och hur organisationen bör se ut för beslutsfattande. Var huset ska placeras är en svår fråga enligt Nelhans, då det både behövs plats, men inte för mycket plats, och en befolkning som är intresserad av ett allaktivitetshus. Problemet med att lägga ett hus i centrum är att det främst blir ungdomar, uteliggare och personer med sociala problem som kommer att vara i huset, vilket riskerar att leda till att andra potentiella besökare skräms bort. Aktiviteterna i huset bör enligt Nelhans vara spridda, och det bör även finnas utrymme för att vara passiv, att vila, att så att säga slippa att vara aktiv. Däremot ger möjligheten till olika typer av aktiviteter, eller passivitet, en möjlighet till kontaktskapande då olika människor, i olika åldrar och samhällsklasser kan utöva aktiviteter gemensamt.

## Erfarenheter
Ett stort problem är enligt Nelhans frågan om ansvar rent juridiskt för huset och aktiviteterna däri. Detta eftersom "allaktivisterna" sällan är intresserade av att bilda en förening och därigenom inte heller ta på sig ansvaret för huset, medan myndigheter och samhället uppfattar "allaktivisterna" som en förening. Dessutom räknar myndigheterna med att någon ska stå för kontraktet för allaktivitetshuset, antingen en person eller organisation, medan "allaktivisterna" vill att de själva ska besluta om innehållet medan myndigheterna endast ska stå för kontrakten utan inblandning i verksamheten. Vidare beskriver Nelhans den organisatoriska strukturen som "allaktivisterna" är ute efter som horisontell där ingen hierarki ska finnas, alla medlemmar ska vara på samma beslutande nivå. Enligt Nelhans är alla som just då är på plats i allaktivitetshuset medlemmar eftersom ingen medlemsregistrering förs. Detta blir ytterligare ett problem i kontakt med myndigheterna, som är vana vid att en eller flera personer är talespersoner för organisationen, medan det i "allaktivisternas" fall är alla som är talespersoner.